# 高雲 (成化進士)
高雲（1441年—？），字從龍，直隸淮安府山陽縣人，民籍，明朝政治人物。

## 生平
應天府鄉試第五十二名舉人。成化十七年（1481年）中式辛丑科會試第二百三十四名，三甲第一百六十六名進士。

## 家族
曾祖高士達；祖父高伯寧；父高子敬，母夏氏。慈侍下。弟鼐、岳。